# Maksim Yevgenyevich Chikanchi
Maksim Yevgenyevich Chikanchi (tiếng Nga: Максим Евгеньевич Чиканчи; sinh ngày 29 tháng 8 năm 1998) là một cầu thủ bóng đá người Nga thi đấu cho F.K. Lokomotiv-Kazanka Moskva.

## Sự nghiệp câu lạc bộ
Anh có màn ra mắt tại Giải bóng đá chuyên nghiệp quốc gia Nga cho F.K. Lokomotiv-Kazanka Moskva vào ngày 19 tháng 7 năm 2017 trong trận đấu với FC Znamya Truda Orekhovo-Zuyevo.